# Martine de Béhague
Martine-Marie-Pol de Béhague, comtesse de Béarn (Paris, 12 mars 1870 - Paris, 26 janvier 1939), est une mécène et collectionneuse française.

## Biographie
Née en 1870 à Paris, fille cadette du comte Octave de Béhague et de la comtesse, née Laure de Haber (fille du banquier Samuel de Haber et remariée à James de Kerjégu), et sœur  de Berthe de Béhague (future marquise de Ganay) et de Françoise de Kerjegu (future marquise de La Ferronnays), Martine de Béhague épouse, toujours à Paris, le 10 février 1890, René-Marie-Hector de Galard de Brassac de Béarn (1862-après 1920), lieutenant de cavalerie, lui apportant une dot de 3 500 000 francs-or.
Rapidement séparé, ce couple, resté sans postérité, divorce le 20 mars 1920 par jugement du Tribunal de la Seine. Martine de Béhague est désormais libre et se consacre notamment à sa passion de collectionneuse d'œuvres d'art.
Grande voyageuse, la comtesse sillonne les fleuves et océans sur des yachts, le house-boat Le Lotus, puis Le Nirvana et Le Tenax, à la recherche de pièces rares pour ses collections éclectiques, rassemblant ce qu'elle juge le plus beau : dessins, peintures, sculptures, manuscrits, antiques, objets extrême-orientaux, art byzantin, bijoux ostrogothiques, art islamique, tapis précieux, porcelaines de Saxe, etc.
Elle possède également des toiles et dessins de primitifs italiens et flamands, de Dürer, de Baldung Grien, de Vivarini, d'Antoine Watteau, de Guardi, Jean-Honoré Fragonard, d'Ingres, de Manet, d'Edgar Degas, d'Auguste Renoir et même un Titien. On compte aussi les fameuses draperies Jabach de Léonard de Vinci et le Salvador Mundi "Ganay". Mais, dans les années 1920, elle s'intéresse aussi à l'art africain et océanien avec des pièces majeures qui seront dispersées principalement en 1956 .

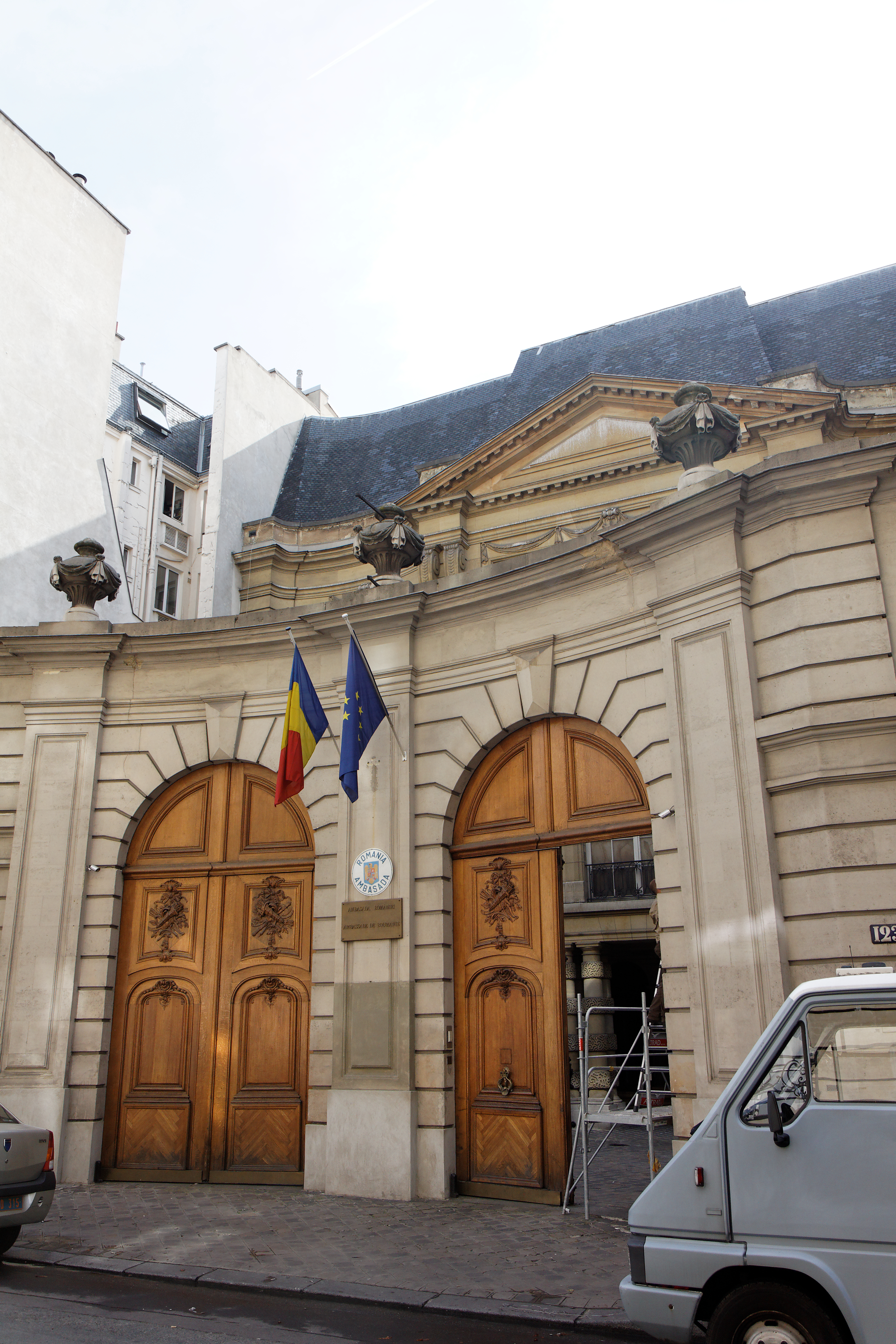
Hôtel de Béarn situé au no 123, rue Saint-Dominique à Paris.

Devenue propriétaire de l'hôtel particulier de ses parents au 123, rue Saint-Dominique à Paris, elle le fait, en grande partie, reconstruire, à partir de 1893, par l'architecte Walter-André Destailleur qui édifie un véritable palais, surnommé la « Byzance du Septième » par Robert de Montesquiou, où se mêlent les styles les plus variés. Les travaux comportent en 1902 la création de la façade sur jardin, ornée de colonnes ioniques jumelées, et, en 1904, la création de la façade d'entrée sur rue. Le décor de la Salle du Chevalier, éclairée par une lumière zénithale, est un chef-d'œuvre de Jean Dampt, aujourd'hui au musée d'Orsay. Dampt exécute également une figure du Temps emportant l'Amour en haut-relief, présentée au Salon de 1898, qui décore le grand escalier en marbre polychrome, inspiré de l'escalier de la Reine de Versailles, selon une disposition courante dans les grands hôtels particuliers de l'époque. La salle de concert, édifiée en 1898 par l'architecte Gustave Adolphe Gerhardt dans le style byzantin, est le plus grand théâtre privé de Paris et bénéficie d'une décoration d'une richesse exceptionnelle : « Un beau lieu dont on ne sait s'il est le théâtre ou l'église », commentera Robert de Montesquiou. Parfois coiffée d'une perruque verte, la comtesse reçoit, étendue sur un sofa recouvert de peaux de bêtes, peintres, sculpteurs, musiciens, écrivains, particulièrement les « Symbolistes », notamment Paul Helleu, Pascal Dagnan-Bouveret, Carlos Schwabe et Jean Dampt. Elle soutient notamment Verlaine. Dans son hôtel, on donne Wagner, Carmen de Bizet, Fauré dirige son Requiem. Égérie de Paul Valéry, elle en fait son bibliothécaire à l'hôtel de Béhague qui, l'année de sa mort en 1939, devient l'ambassade de Roumanie en France. Cet hôtel, appelé désormais l'hôtel de Béhague, « un des plus beaux palais de notre ville » selon l’écrivain Henri de Régnier, est en effet vendu, le 27 mars 1939, deux mois après la mort de la comtesse, à l’État roumain qui y transfère son ambassade.
Martine de Béhague possède également le château de Fleury-en-Bière (Seine-et-Marne), qu'elle fait entièrement restaurer et où elle fait installer le confort moderne, et La Polynésie, une propriété sur la Côte d'Azur au sud d‘Hyères, sur la presqu'île de Giens, morcelée en 1957 par ses neveux et héritiers, le marquis et les comtes de Ganay.
La comtesse se rend également propriétaire de l'Hôtel de Sully, le plus bel hôtel du Marais à Paris, alors abandonné aux échoppes et en grand danger. Elle commence sa restauration mais la mort l'empêche d'avancer davantage. Ses héritiers cèderont le bâtiment à l'État en 1944 ; enfin restauré, il est devenu depuis le Centre des Monuments Nationaux.La comtesse possédait également un immeuble sur l'avenue des Champs-Élysées et avait acquis au moins deux autres demeures : le château de Vitry et le château de Mardor, ce dernier pour être offert comme sanatorium à la Croix-Rouge.
En 1938, la comtesse de Béhague fait construire à La Polynésie, sur la presqu'île de Giens, la maison des Vigneaux (elle possédait également la villa Moana à proximité) pour le peintre anglais Robert Norton, qui n'y résidera qu’un an puisqu'il meurt comme elle en 1939. 
Cette maison est acquise et rénovée en 1957 pour être offerte au poète et diplomate Saint-John Perse, par un groupe d'admiratrices américaines. Le poète vivait alors en exil depuis 1940 aux États-Unis. Il a résidé aux Vigneaux jusqu'à sa mort en 1975. La maison est longuement évoquée dans sa correspondance.